# Orla Mølgaard-Nielsen
Orla Mølgaard-Nielsen (2. september 1907 – 21. oktober 1993) var en dansk arkitekt.
Mølgaard-Nielsen var oprindeligt uddannet møbelsnedker og blev i 1940 uddannet arkitekt fra Kunsthåndværkerskolen. Han blev selvstændig i 1942, men åbnede i 1944 tegnestuen Hvidt & Mølgaard sammen med Peter Hvidt. De to var kompagnoner frem til 1975. Blandt de meste kendte møbeldesigns fra Orla Mølgaard-Nielsen er Ax-stolen, der blev udført for Fritz Hansen. Mølgaard-Nielsen samarbejdede desuden med Le Klint om adskillige lampemodeller. Han stod dog også bag flere markante byggerier, bl.a. De Danske Sukkerfabrikker, Teknisk Skole på Tuborgvej i Hellerup og Lions Park i Søllerød – alle i samarbejde med Peter Hvidt. Hans mest markante værker blev dog nok Den nye Lillebæltsbro fra 1970 og Vejlefjordbroen fra 1980.